# Glyptoscelimorpha viridis
Glyptoscelimorpha viridis är en skalbaggsart som beskrevs av Chamberlin 1931. Glyptoscelimorpha viridis ingår i släktet Glyptoscelimorpha och familjen Schizopodidae. Inga underarter finns listade i Catalogue of Life.